# Alavieska
Alavieska es un municipio de Finlandia.
Está localizado en la provincia de Oulu y parte de la región de Ostrobothnia del Norte. Tiene una población de 2.902 habitantes y su superficie es de 253,01 km ², de los cuales 1,62 km ² son agua. Su densidad es de 11,5 hab por km ².